# Ferme de la Carrière-l'Évêque
La ferme de la Carrière-l'Évêque est une ferme située à Septmonts, en France.

## Description

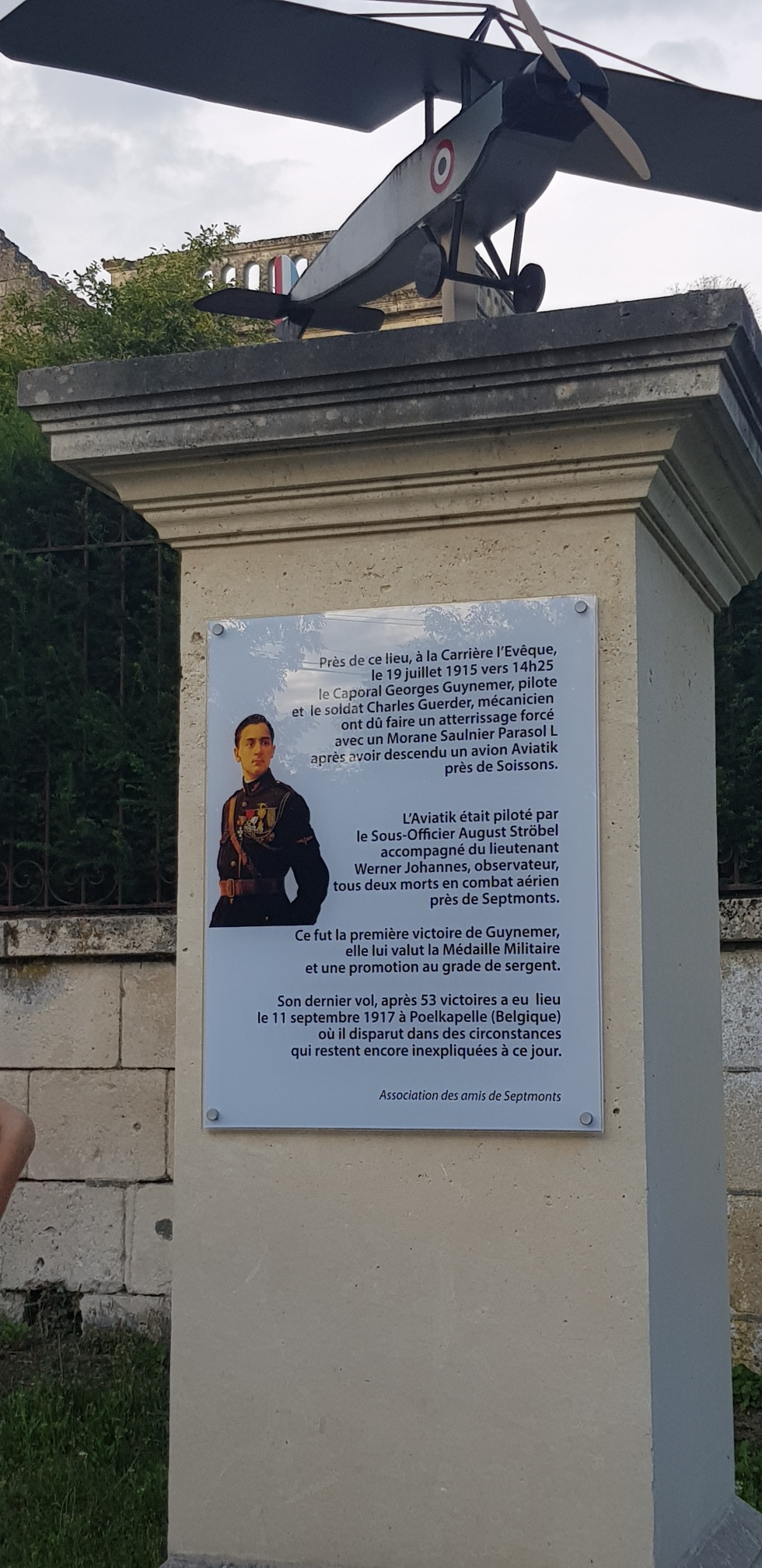
Monument hommage à Georges Guynemer devant la ferme de la Carrière l'Évêque à Septmonts.

## Localisation
La ferme est située sur la commune de Septmonts, dans le département de l'Aisne.

## Historique
Le monument est inscrit au titre des monuments historiques en 1928.